# Campeonato Mundial de Meia Maratona
Campeonato Mundial de Meia Maratona (em inglês, World Athletics Half Marathon Championships) é um evento bienal organizado pela World Athletics, órgão máximo da modalidade. A primeira edição realizou-se em Newcastle em Inglaterra, em 1992, tendo-se realizado anualmente até 2010. Em 2006 e 2007 foi mudou de designação para Campeonato Mundial de Estrada da IAAF, e reduzida a distância para 20km em 2006. Em 2008 voltou à designação anterior até 2020 quando a federação mudou de designação (de IAAF para World Athletics).
Esta competição substituiu o Campeonato Feminino do Mundo de Estrada, que se realizou anualmente entre 1983 e 1991.

## Campeonato Mundial de Meia Maratona
Legenda
| Edição | Ano  | Cidade              | País        |
| ------ | ---- | ------------------- | ----------- |
| 1      | 1992 | Newcastle upon Tyne | Inglaterra  |
| 2      | 1993 | Bruxelas            | Bélgica     |
| 3      | 1994 | Oslo                | Noruega     |
| 4      | 1995 | Montbéliard–Belfort | França      |
| 5      | 1996 | Palma de Mallorca   | Espanha     |
| 6      | 1997 | Košice              | Eslováquia  |
| 7      | 1998 | Zurique             | Suíça       |
| 8      | 1999 | Palermo             | Itália      |
| 9      | 2000 | Veracruz            | México      |
| 10     | 2001 | Bristol             | Reino Unido |
| 11     | 2002 | Bruxelas            | Bélgica     |
| 12     | 2003 | Vilamoura           | Portugal    |
| 13     | 2004 | Nova Delhi          | Índia       |
| 14     | 2005 | Edmonton            | Canadá      |
| 15     | 2006 | Debrecen            | Hungria     |
| 16     | 2007 | Udine               | Itália      |
| 17     | 2008 | Rio de Janeiro      | Brasil      |
| 18     | 2009 | Birmingham          | Reino Unido |
| 19     | 2010 | Nanning             | China       |
| 20     | 2012 | Kavarna             | Bulgária    |
| 21     | 2014 | Copenhaga           | Dinamarca   |
| 22     | 2016 | Cardiff             | Reino Unido |
| 23     | 2018 | Valência            | Espanha     |
| 24     | 2020 | Gdynia              | Polónia     |
| 25     | 2022 | Yangzhou            | China       |

## Recordes
| Tipo               | Tempo         | Atleta(s)                                                                      | Nacionalidade | Edição |
| ------------------ | ------------- | ------------------------------------------------------------------------------ | ------------- | ------ |
| Masculinos         | 58:49         | Jacob Kiplimo                                                                  | Uganda        | 2020   |
| Femininos          | 1:05:16 WR wo | Peres Jepchirchir                                                              | Kenya         | 2020   |
| Equipas masculinos | 2:58:10       | Kibiwott Kandie (58:54) Leonard Barsoton (59:34) Benard Kimeli (59:42)         | Kenya         | 2020   |
| Equipas femininos  | 3:16:39       | Yalemzerf Yehualaw (1:05:19) Zeineba Yimer (1:05:39) Ababel Yeshaneh (1:05:41) | Ethiopia      | 2020   |

## Lista de vencedores
Legenda

### Masculinos

#### Individual
| Year         | Ouro                       | Ouro      | Prata                           | Prata   | Bronze                       | Bronze  |
| ------------ | -------------------------- | --------- | ------------------------------- | ------- | ---------------------------- | ------- |
| 1992         | Benson Masya (KEN)         | 1:00:24   | Antonio Silio (ARG)             | 1:00:40 | Boay Akonay (TAN)            | 1:00:45 |
| 1993         | Vincent Rousseau (BEL)     | 1:01:06   | Steve Moneghetti (AUS)          | 1:01:10 | Carl Thackery (GBR)          | 1:01:13 |
| 1994         | Khalid Skah (MAR)          | 1:00:27   | Germán Silva (MEX)              | 1:00:28 | Ronaldo da Costa (BRA)       | 1:00:54 |
| 1995         | Moses Tanui (KEN)          | 1:01:45   | Paul Yego (KEN)                 | 1:01:46 | Charles Tangus (KEN)         | 1:01:50 |
| 1996         | Stefano Baldini (ITA)      | 1:01:17   | Josephat Kiprono (KEN)          | 1:01:30 | Tendai Chimusasa (ZIM)       | 1:02:00 |
| 1997         | Shem Kororia (KEN)         | 59:56 CR  | Moses Tanui (KEN)               | 59:58   | Kenneth Cheruiyot (KEN)      | 1:00:00 |
| 1998         | Paul Koech (KEN)           | 1:00:01   | Hendrick Ramaala (RSA)          | 1:00:24 | Khalid Skah (MAR)            | 1:00:24 |
| 1999         | Paul Tergat (KEN)          | 1:01:50   | Hendrick Ramaala (RSA)          | 1:01:50 | Tesfaye Jifar (ETH)          | 1:01:51 |
| 2000         | Paul Tergat (KEN)          | 1:03:47   | Phaustin Baha Sulle (TAN)       | 1:03:48 | Tesfaye Jifar (ETH)          | 1:03:50 |
| 2001         | Haile Gebrselassie (ETH)   | 1:00:03   | Tesfaye Jifar (ETH)             | 1:00:04 | John Yuda Msuri (TAN)        | 1:00:12 |
| 2002         | Paul Malakwen Kosgei (KEN) | 1:00:39   | Jaouad Gharib (MAR)             | 1:00:42 | John Yuda Msuri (TAN)        | 1:00:57 |
| 2003         | Martin Lel (KEN)           | 1:00:49   | Fabiano Joseph Naasi (TAN)      | 1:00:52 | Martin Sulle (TAN)           | 1:00:56 |
| 2004         | Paul Kirui (KEN)           | 1:02:15   | Fabiano Joseph Naasi (TAN)      | 1:02:31 | Ahmad Hassan Abdullah (QAT)  | 1:02:36 |
| 2005         | Fabiano Joseph Naasi (TAN) | 1:01:08   | Mubarak Hassan Shami (QAT)      | 1:01:09 | Yonas Kifle (ERI)            | 1:01:13 |
| 2006 (20 km) | Zersenay Tadese (ERI)      | 56:01     | Robert Kipkorir Kipchumba (KEN) | 56:41   | Wilson Kebenei (KEN)         | 57:15   |
| 2007         | Zersenay Tadese (ERI)      | 58:59     | Patrick Makau Musyoki (KEN)     | 59:02   | Evans Kiprop Cheruiyot (KEN) | 59:05   |
| 2008         | Zersenay Tadese (ERI)      | 59:56 =CR | Patrick Makau Musyoki (KEN)     | 1:01:54 | Ahmad Hassan Abdullah (QAT)  | 1:01:57 |
| 2009         | Zersenay Tadese (ERI)      | 59:35 CR  | Bernard Kipyego (KEN)           | 59:59   | Dathan Ritzenhein (USA)      | 1:00:00 |
| 2010         | Wilson Kiprop (KEN)        | 1:00:07   | Zersenay Tadese (ERI)           | 1:00:11 | Sammy Kitwara (KEN)          | 1:00:22 |
| 2012         | Zersenay Tadese (ERI)      | 1:00:19   | Deressa Chimsa (ETH)            | 1:00:51 | John Nzau Mwangangi (KEN)    | 1:01:01 |
| 2014         | Geoffrey Kamworor (KEN)    | 59:08 CR  | Samuel Tsegay (ERI)             | 59:21   | Guye Adola (ETH)             | 59:21   |
| 2016         | Geoffrey Kamworor (KEN)    | 59:10     | Bedan Karoki Muchiri (KEN)      | 59:36   | Mo Farah (GBR)               | 59:59   |
| 2018         | Geoffrey Kamworor (KEN)    | 1:00:02   | Abraham Cheroben (BHR)          | 1:00:22 | Aron Kifle (ERI)             | 1:00:31 |
| 2020         | Jacob Kiplimo (UGA)        | 58:49     | Kibiwott Kandie (KEN)           | 58:54   | Amedework Walelegn (ETH)     | 59:08   |

#### Por equipas
| Year         | Ouro                                                                         | Ouro       | Prata                                                               | Prata   | Bronze                                                                | Bronze  |
| ------------ | ---------------------------------------------------------------------------- | ---------- | ------------------------------------------------------------------- | ------- | --------------------------------------------------------------------- | ------- |
| 1992         | Quênia · Benson Masya · Lameck Aguta · Joseph Keino                          | 3:02:25    | Grã-Bretanha · Dave Lewis · Paul Evans · Carl Thackery              | 3:04:5  | Brasil · Artur Castro · Ronaldo da Costa · Delmir dos Santos          | 3:05:56 |
| 1993         | Quênia · Lameck Aguta · Thomas Osano · Joseph Cheromei                       | 3:05:40    | Austrália · Steve Moneghetti · John Andrews · Pat Carroll           | 3:05:43 | Grã-Bretanha · Carl Thackery · Mark Flint · Dave Lewis                | 3:06:10 |
| 1994         | Quênia · Godfrey Kiprotich · Shem Kororia · Andrew Masai                     | 3:03:36    | México · Germán Silva · Martín Pitayo · Benjamín Paredes            | 3:03:47 | Marrocos · Khalid Skah · Salah Hissou · Abdelkadir Mouaziz            | 3:05:58 |
| 1995         | Quênia · Moses Tanui · Paul Yego · Charles Tangus                            | 3:05:21    | Espanha · Antonio Serrano · Bartolomé Serrano · Pablo Sierra        | 3:07:51 | Itália · Vincenzo Modica · Danilo Goffi · Giacomo Leone               | 3:08:31 |
| 1996         | Itália · Stefano Baldini · Giacomo Leone · Vincenzo Modica                   | 3:07:42    | Espanha · Carlos de la Torre · Alejandro Gómez · José Manuel García | 3:08:36 | Japão · Toshiyuki Hayata · Masatoshi Ibata · Katsuhiko Hanada         | 3:08:43 |
| 1997         | Quênia · Shem Kororia · Moses Tanui · Kenneth Cheruiyot                      | 2:59:54 CR | África do Sul · Hendrick Ramaala · Gert Thys · Makhosonke Fika      | 3:03:34 | Etiópia · Abraham Assefa · Lemma Alemayehu · Tesfaye Tola             | 3:03:46 |
| 1998         | África do Sul · Hendrick Ramaala · Gert Thys · Abner Chipu                   | 3:02:21    | Quênia · Paul Koech · Shem Kororia · John Gwako                     | 3:03:07 | Etiópia · Ibrahim Seid · Girma Alemayehu · Addis Abebe                | 3:05:18 |
| 1999         | África do Sul · Hendrick Ramaala · Abner Chipu · Mluleki Nobanda             | 3:06:01    | Etiópia · Tesfaye Jifar · Tesfaye Tola · Fekadu Degefu              | 3:06:03 | Quênia · Paul Tergat · Laban Chege · Sammy Korir                      | 3:06:03 |
| 2000         | Quênia · Paul Tergat · Joseph Kimani · David Ruto                            | 3:11:38    | Etiópia · Tesfaye Jifar · Ibrahim Seid · Gemechu Kebede             | 3:14:45 | Bélgica · Koen Allaert · Guy Fays · Christian Nemeth                  | 3:18:35 |
| 2001         | Etiópia · Haile Gebrselassie · Tesfaye Jifar · Tesfaye Tola                  | 3:00:31    | Quênia · Evans Rutto · Peter Kiplagat Chebet · Chris Cheboiboch     | 3:02:53 | Tanzânia · John Yuda Msuri · Phaustin Baha Sulle · Benedict Ako       | 3:05:08 |
| 2002         | Quênia · Paul Malakwen Kosgei · Charles Kamathi · Paul Kirui                 | 3:00:31    | Japão · Atsushi Sato · Toshihide Kat · Kurao Umeki                  | 3:02:53 | Etiópia · Tesfaye Jifa · Amebesse Tolossa · Worku Bikila              | 3:05:08 |
| 2003         | Tanzânia · Fabiano Joseph Naasi · Martin Sulle · John Yuda Msuri             | 3:03:01    | Quênia · Martin Lel · John Cheruiyot Korir · Yusuf Songoka          | 3:03:09 | Etiópia · Tesfaye Tola · Dereje Adere · Mesfin Hailu                  | 3:07:34 |
| 2004         | Quênia · Paul Kirui · John Cheruiyot Korir · Wilson Kebenei                  | 3:07:55    | Etiópia · Solomon Tsige · Alene Emere · Berhanu Addane              | 3:08:37 | Uganda · Wilson Busienei · Martin Toroitich · Joseph Nsubuga          | 3:13:48 |
| 2005         | Etiópia · Sileshi Sihine · Abebe Dinkesa · Lishan Yegezu                     | 3:06:18    | Eritreia · Yonas Kifle · Yared Asmerom · Tesfayohannes Mesfin       | 3:07:05 | Japão · Kazuo Ietani · Takayuki Matsumiya · Takanobu Otsubo           | 3:08:30 |
| 2006 (20 km) | Quênia · Robert Kipkorir Kipchumba · Wilson Kebenei · Wilfred Taragon        | 2:51:18    | Eritreia · Zersenay Tadese · Yonas Kifle · Tesfayohannes Mesfin     | 2:53:19 | Etiópia · Deriba Merga · Tadese Tola · Demise Tsega                   | 2:54:17 |
| 2007         | Quênia · Patrick Makau Musyoki · Evans Cheruiyot · Robert Kipkorir Kipchumba | 2:58:54    | Eritreia · Zersenay Tadese · Yonas Kifle · Michael Tesfay           | 2:59:08 | Etiópia · Deriba Merga · Assefa Raji · Tariku Jufar                   | 3:01:15 |
| 2008         | Quênia · Patrick Makau Musyoki · Stephen Kipkoech Kibiwott · Joseph Maregu   | 3:07:24    | Eritreia · Zersenay Tadese · Michael Tesfay · Mogos Ahferom         | 3:09:40 | Catar · Ahmad Hassan Abdullah · Essa Ismail Rashed · Ali Dawoud Sedam | 3:10:52 |
| 2009         | Quênia · Bernard Kipyego · Wilson Kipsang Kiprotich · Wilson Chebet          | 3:01:06    | Eritreia · Zersenay Tadese · Samuel Tsegay · Adhanom Abraha         | 3:02:39 | Etiópia · Tilahun Regassa · Dereje Tesfaye · Abebe Negewo             | 3:06:42 |
| 2010         | Quênia · Wilson Kiprop · Sammy Kitwara · Silas Kipruto                       | 3:01:32    | Eritreia · Zersenay Tadese · Samuel Tsegay · Tewelde Estifanos      | 3:03:04 | Etiópia · Lelisa Desisa · Birhanu Bekele · Asefa Mengstu              | 3:05:26 |
| 2012         | Quênia · John Nzau Mwangangi · Pius Maiyo Kirop · Stephen Kosgei Kibet       | 3:03:52    | Eritreia · Zersenay Tadese · Tewelde Estifanos · Kiflom Sium        | 3:04:41 | Etiópia · Deressa Chimsa · Belay Assefa · Habtamu Assefa              | 3:05:43 |
| 2014         | Eritreia · Samuel Tsegay · Zersenay Tadese · Nguse Tesfaldet Amlosom         | 2:58:59 CR | Quênia · Geoffrey Kamworor · Wilson Kiprop · Kenneth Kipkemoi       | 2:59:38 | Etiópia · Guye Adola · Adugna Takele · Bonsa Dida                     | 3:00:48 |
| 2016         | Quênia · Geoffrey Kamworor · Bedan Karoki Muchiri · Simon Cheprot            | 2:58:58 CR | Etiópia · Abayneh Ayele · Tamirat Tola · Mule Wasihun               | 3:01:16 | Eritreia · Abrar Osman · Nguse Tesfaldet Amlosom · Hiskel Tewelde     | 3:06:18 |
| 2018         | Etiópia · Jemal Yimer · Getaneh Molla · Betesfa Getahun                      | 3:02:14    | Quênia · Geoffrey Kamworor · Leonard Barsoton · Barselius Kipyego   | 3:02:40 | Bahrein · Abraham Cheroben · Aweke Ayalew · Albert Rop                | 3:02:52 |
| 2020         | Quênia · Kibiwott Kandie · Leonard Barsoton · Benard Kimeli                  | 2:58:10    | Etiópia · Amedework Walelegn · Andamlak Belihu · Leul Gebresilase   | 2:58:25 | Uganda · Jacob Kiplimo · Joshua Cheptegei · Victor Kiplangat          | 2:58:39 |

### Femininos

#### Individual
| Year         | Ouro                         | Ouro         | Prata                        | Prata   | Bronze                            | Bronze  |
| ------------ | ---------------------------- | ------------ | ---------------------------- | ------- | --------------------------------- | ------- |
| 1992         | Liz McColgan (GBR)           | 1:08:53      | Megumi Fujiwara (JPN)        | 1:09:21 | Rosanna Munerotto (ITA)           | 1:09:38 |
| 1993         | Conceição Ferreira (POR)     | 1:10:07      | Mari Tanigawa (JPN)          | 1:10:09 | Tegla Loroupe (KEN)               | 1:10:12 |
| 1994         | Elana Meyer (RSA)            | 1:08:36 CR   | Iulia Olteanu (ROU)          | 1:09:15 | Anuța Cătună (ROU)                | 1:09:35 |
| 1995         | Valentina Yegorova (RUS)     | 1:09:58      | Cristina Pomacu (ROU)        | 1:10:22 | Anuța Cătună (ROU)                | 1:10:28 |
| 1996         | Ren Xiujuan (CHN)            | 1:10:39      | Lidia Șimon (ROU)            | 1:10:57 | Aurica Buia (ROU)                 | 1:11:01 |
| 1997         | Tegla Loroupe (KEN)          | 1:08:14 CR   | Cristina Pomacu (ROU)        | 1:08:43 | Lidia Șimon (ROU)                 | 1:09:05 |
| 1998         | Tegla Loroupe (KEN)          | 1:08:29      | Elana Meyer (RSA)            | 1:08:32 | Lidia Șimon (ROU)                 | 1:08:58 |
| 1999         | Tegla Loroupe (KEN)          | 1:08:48      | Mizuki Noguchi (JPN)         | 1:09:12 | Catherine Ndereba (KEN)           | 1:09:23 |
| 2000         | Paula Radcliffe (GBR)        | 1:09:07      | Susan Chepkemei (KEN)        | 1:09:40 | Lidia Șimon (ROU)                 | 1:10:24 |
| 2001         | Paula Radcliffe (GBR)        | 1:06:47 CR   | Susan Chepkemei (KEN)        | 1:07:36 | Berhane Adere (ETH)               | 1:08:17 |
| 2002         | Berhane Adere (ETH)          | 1:09:06      | Susan Chepkemei (KEN)        | 1:09:13 | Jeļena Prokopčuka (LAT)           | 1:09:15 |
| 2003         | Paula Radcliffe (GBR)        | 1:07:35      | Berhane Adere (ETH)          | 1:09:02 | Benita Willis (AUS)               | 1:09:26 |
| 2004         | Sun Yingjie (CHN)            | 1:08:40      | Lydia Cheromei (KEN)         | 1:09:00 | Constantina Diță (ROU)            | 1:09:07 |
| 2005         | Constantina Diță (ROU)       | 1:09:17      | Lornah Kiplagat (NED)        | 1:10:19 | Susan Chepkemei (KEN)             | 1:10:20 |
| 2006 (20 km) | Lornah Kiplagat (NED)        | 1:03:21 WR   | Constantina Diță (ROU)       | 1:03:23 | Rita Jeptoo (KEN)                 | 1:03:47 |
| 2007         | Lornah Kiplagat (NED)        | 1:06:25 WRwo | Mary Jepkosgei Keitany (KEN) | 1:06:48 | Pamela Chepchumba (KEN)           | 1:08:06 |
| 2008         | Lornah Kiplagat (NED)        | 1:08:37      | Aselefech Mergia (ETH)       | 1:09:57 | Pamela Chepchumba (KEN)           | 1:10:01 |
| 2009         | Mary Jepkosgei Keitany (KEN) | 1:06:36 CR   | Philes Ongori (KEN)          | 1:07:38 | Aberu Kebede (ETH)                | 1:07:39 |
| 2010         | Florence Kiplagat (KEN)      | 1:08:24      | Dire Tune (ETH)              | 1:08:34 | Peninah Arusei (KEN)              | 1:09:05 |
| 2012         | Meseret Hailu (ETH)          | 1:08:55      | Feyse Tadese (ETH)           | 1:08:56 | Paskalia Chepkorir Kipkoech (KEN) | 1:09:04 |
| 2014         | Gladys Cherono Kiprono (KEN) | 1:07:29      | Mary Wacera Ngugi (KEN)      | 1:07:44 | Sally Chepyego Kaptich (KEN)      | 1:07:52 |
| 2016         | Peres Jepchirchir (KEN)      | 1:07:31      | Cynthia Jerotich Limo (KEN)  | 1:07:34 | Mary Wacera Ngugi (KEN)           | 1:07:54 |
| 2018         | Netsanet Gudeta (ETH)        | 1:06:11 WRwo | Joyciline Jepkosgei (KEN)    | 1:06:54 | Pauline Kaveke Kamulu (KEN)       | 1:06:56 |
| 2020         | Peres Jepchirchir (KEN)      | 1:05:16 WRwo | Melat Yisak Kejeta (GER)     | 1:05:18 | Yalemzerf Yehualaw (ETH)          | 1:05:19 |

#### Por equipas
| Year         | Ouro                                                                         | Ouro        | Prata                                                                         | Prata   | Bronze                                                              | Bronze  |
| ------------ | ---------------------------------------------------------------------------- | ----------- | ----------------------------------------------------------------------------- | ------- | ------------------------------------------------------------------- | ------- |
| 1992         | Japão · Megumi Fujiwara · Miyoko Asahina · Eriko Asai                        | 3:30:39     | Grã-Bretanha · Liz McColgan · Andrea Wallace · Suzanne Rigg                   | 3:33:05 | Roménia · Anuța Cătună · Iulia Olteanu · Aurica Buia                | 3:33:27 |
| 1993         | Roménia · Elena Murgoci · Anuța Cătună · Iulia Olteanu                       | 3:32:18     | Japão · Mari Tanigawa · Miyoko Asahina · Akari Takemoto                       | 3:32:22 | Portugal · Conceição Ferreira · Albertina Machado · Rosa Oliveira   | 3:34:12 |
| 1994         | Roménia · Iulia Olteanu · Anuța Cătună · Elena Fidatov                       | 3:29:03 CR  | Noruega · Hilde Stavik · Brynhild Synstnes · Grete Kirkeberg                  | 3:33:36 | Japão · Mari Tanigawa · Mineko Watanabe · Yukari Komatsu            | 3:35:39 |
| 1995         | Roménia · Cristina Pomacu · Anuța Cătună · Elena Fidatov                     | 3:31:29     | Rússia · Valentina Yegorova · Alla Zhilyaeva · Firaya Sultanova-Zhdanova      | 3:33:12 | Espanha · Ana Isabel Alonso · Rocío Ríos · Carmen Fuentes           | 3:34:26 |
| 1996         | Roménia · Lidia Șimon · Aurica Buia · Nuța Olaru                             | 3:33:05     | França · Christine Mallo · Zahia Dahmani · Muriel Linsolas                    | 3:38:44 | Itália · Lucilla Andreucci · Annalisa Scurti · Sonia Maccioni       | 3:41:28 |
| 1997         | Roménia · Cristina Pomacu · Lidia Șimon · Nuța Olaru                         | 3:27:40 CR  | Quênia · Tegla Loroupe · Joyce Chepchumba · Delilah Asiago                    | 3:27:57 | Japão · Mari Sotani · Noriko Geji · Hiromi Katayama                 | 3:31:38 |
| 1998         | Quênia · Tegla Loroupe · Joyce Chepchumba · Leah Malot                       | 3:29:43     | Roménia · Lidia Șimon · Cristina Pomacu · Constantina Diță                    | 3:32:19 | Espanha · Julia Vaquero · María Luisa Larraga · Rocío Ríos          | 3:34:18 |
| 1999         | Quênia · Tegla Loroupe · Catherine Ndereba · Joyce Chepchumba                | 3:27:40 =CR | Japão · Mizuki Noguchi · Reiko Tosa · Hiromi Katayama                         | 3:30:06 | Rússia · Valentina Yegorova · Lyudmila Biktasheva · Alina Ivanova   | 3:31:49 |
| 2000         | Roménia · Lidia Șimon · Mihaela Botezan · Cristina Pomacu                    | 3:34:22     | Japão · Mizuki Noguchi · Yukiko Okamoto · Yasuko Hashimoto                    | 3:36:25 | Rússia · Lidiya Grigoryeva · Galina Aleksandrova · Zinaida Semenova | 3:45:41 |
| 2001         | Quênia · Susan Chepkemei · Isabella Ochichi · Caroline Kwambai               | 3:28:04     | Japão · Mizuki Noguchi · Yasuyo Iwamoto · Takako Kotorida                     | 3:30:08 | Etiópia · Berhane Adere · Meseret Kotu · Teyba Erkesso              | 3:30:20 |
| 2002         | Quênia · Susan Chepkemei · Pamela Chepchumba · Lenah Cheruiyot               | 3:28:22     | Rússia · Svetlana Zakharova · Lyudmila Petrova · Irina Safarova               | 3:30:05 | Etiópia · Berhane Adere · Asha Gigi · Leila Aman                    | 3:30:58 |
| 2003         | Rússia · Lidiya Grigoryeva · Alla Zhilyaeva · Lyudmila Biktasheva            | 3:30:16     | Japão · Mikie Takanaka · Takako Kotorida · Risa Hagiwara                      | 3:34:23 | Roménia · Constantina Diță · Luminița Talpoș · Nuța Olaru           | 3:35:07 |
| 2004         | Etiópia · Eyerusalem Kuma · Bezunesh Bekele · Teyba Erkesso                  | 3:36:00     | Roménia · Constantina Diță · Mihaela Botezan · Luminița Talpoș                | 3:36:08 | Rússia · Irina Timofeyeva · Alina Ivanova · Yelena Burykina         | 3:38:21 |
| 2005         | Roménia · Constantina Diță · Mihaela Botezan · Nuța Olaru                    | 3:31:00     | Rússia · Galina Bogomolova · Lidiya Grigoryeva · Irina Timofeyeva             | 3:33:05 | Japão · Terumi Asoshina · Hiromi Ominami · Yoko Yagi                | 3:35:42 |
| 2006 (20 km) | Quênia · Rita Jeptoo · Edith Masai · Eunice Jepkorir                         | 3:15:55     | Etiópia · Dire Tune · Teyba Erkesso · Ashu Kasim                              | 3:18:50 | Japão · Kayoko Fukushi · Yurika Nakamura · Ryoko Kizaki             | 3:19:00 |
| 2007         | Quênia · Mary Jepkosgei Keitany · Pamela Chepchumba · Everline Kimwei        | 3:23:33     | Etiópia · Bezunesh Bekele · Atsede Habtamu · Atsede Baysa                     | 3:25:51 | Japão · Chisato Osaki · Akane Taira · Yoshimi Ozaki                 | 3:27:39 |
| 2008         | Etiópia · Aselefech Mergia · Genet Getaneh · Abebu Gelan                     | 3:30:59     | Quênia · Pamela Chepchumba · Peninah Arusei · Julia Mumbi Muraga              | 3:31:24 | Japão · Yukiko Akaba · Miki Ohira · Yuko Machida                    | 3:40:58 |
| 2009†        | Quênia · Mary Jepkosgei Keitany · Philes Ongori · Caroline Kilel             | 3:22:30 CR  | Etiópia · Aberu Kebede · Mestawet Tufa · Tirfi Tsegaye                        | 3:26:14 | Japão · Yurika Nakamura · Ryoko Kizaki · Remi Nakazato              | 3:31:31 |
| 2010         | Quênia · Florence Kiplagat · Peninah Arusei · Joyce Chepkirui                | 3:26:59     | Etiópia · Dire Tune · Feyse Tadese · Meseret Mengistu                         | 3:27:33 | Japão · Yoshimi Ozaki · Ryoko Kizaki · Azusa Nojiri                 | 3:33:40 |
| 2012         | Etiópia · Meseret Hailu · Feyse Tadese · Emebt Etea                          | 3:27:52     | Quênia · Paskalia Chepkorir Kipkoech · Lydia Cheromei · Pauline Njeri Kahenya | 3:28:39 | Japão · Tomomi Tanaka · Mai Ito · Asami Kato                        | 3:34:45 |
| 2014         | Quênia · Gladys Cherono Kiprono · Mary Wacera Ngugi · Sally Chepyego Kaptich | 3:23:05     | Etiópia · Netsanet Gudeta · Tsehay Desalegn · Genet Yalew                     | 3:27:05 | Japão · Sayo Nomura · Risa Takenaka · Reia Iwade                    | 3:31:33 |
| 2016         | Quênia · Peres Jepchirchir · Cynthia Jerotich Limo · Mary Wacera Ngugi       | 3:22:59     | Etiópia · Netsanet Gudeta · Genet Yalew · Dihininet Demsew Jara               | 3:26:29 | Japão · Yuka Ando · Miho Shimizu · Mizuki Matsuda                   | 3:32:25 |
| 2018         | Etiópia · Netsanet Gudeta · Zeineba Yimer · Meseret Belete                   | 3:22:27 CR  | Quênia · Joyciline Jepkosgei · Pauline Kaveke Kamulu · Ruth Chepngetich       | 3:23:02 | Bahrein · Eunice Chumba · Desi Mokonin · Dalila Abdulkadir          | 3:23:39 |
| 2020         | Etiópia · Yalemzerf Yehualaw · Zeineba Yimer · Ababel Yeshaneh               | 3:16:39 CR  | Quênia · Peres Jepchirchir · Joyciline Jepkosgei · Brillian Jepkorir Kipkoech | 3:18:10 | Alemanha · Melat Yisak Kejeta · Laura Hottenrott · Rabea Schöneborn | 3:28:42 |

†: Em 2009, a equipa da Rússia classificou-se inicialmente em 3º (3:31:23), mas acabou classificada atrás do Japão após a desqualificação de Inga Abitova. Os resultados da atleta foram anulados a partir de 10 de Outubro de 2009 devido a infrações do regulamento anti-doping.